# Aramon
Aramon – miejscowość i gmina we Francji, w regionie Oksytania, w departamencie Gard.
Według danych na rok 1990 gminę zamieszkiwały 3344 osoby, a gęstość zaludnienia wynosiła 107 osób/km² (wśród 1545 gmin Langwedocji-Roussillon Aramon plasuje się na 110. miejscu pod względem liczby ludności, natomiast pod względem powierzchni na miejscu 174.).